# Библиография на Ан Маккафри
Това е списък с произведенията на английски и на български език на американската писателка на фентъзи и научна фантастика Ан Маккафри.

## Серии

### Драконовите ездачи на Пърн (Dragonriders of Pern)*
Серия от романи и разкази от жанра „научно фентъзи“, чието действие се развива на измислената планета Пърн, където съществува прединдустриално общество от лордове (управители), холдове (села/градове), занаятчии и дракони. От 2004 г. синът на Маккафри – Тод Маккафри също пише романи за Пърн, както в сътрудничество с нея, така и самостоятелно.
По дата на публикуване:
1. Dragonflight (1968)
Полетът на дракона, изд. „Абагар Холдинг“ (1994), прев. Григор Гачев. Включва:
- Weyr Search (1967) – повест, в сп. Analog Science Fiction/Science Fact (октомври), награда „Хюго“ (1968)
Търсенето на Уейра, в „Полетът на дракона“ изд. „Абагар Холдинг“ (1994)
- Dragonrider (1967) – повест, пак там (декември), награда „Небюла“ (1969)
Драконовият полет, в „Полетът на дракона“ изд. „Абагар Холдинг“ (1994)

2. Dragonquest (1971)
Походът на Дракона, изд. „Абагар Холдинг“ (1995), прев. Десислава Владимирова
3. Dragonsong (1976)
4. Dragonsinger (1977)
5. The White Dragon (1978) – награда „Хюго“ (1979)
Белият дракон, фен превод
- A Time When (1975) – повест, част първа от The White Dragon

6. Dragondrums (1979)
7. Moreta: Dragonlady of Pern (1983)
8. Nerilka's Story (1986)
9. Dragonsdawn (1988)
10. The Renegades of Pern (1989), включва
- The Girl Who Heard Dragons  – новела от 1986 г.

11. All the Weyrs of Pern (1991)
12. The Chronicles of Pern: First Fall (1993) – сборник с повести, новели и разкази, съдържащ:
- The Survey P.E.R.N – разказ, вариант на разказа The P.E.R.N. Survey, публикуван в сп. Amazing Stories (септември 1993 г.)
- The Dolphins' Bell – повест
- The Ford of Red Hanrahan – новела
- The Second Weyr – повест
- Rescue Run – повест от 1991 г.

13. The Dolphins of Pern (1994)
14. Dragonseye (1997), изд. и като Red Star Rising (1996)
15. The Masterharper of Pern (1998)
16. The Skies of Pern (2001)
17. Dragon's Kin (2003) – с Тод Маккафри
18. Dragon's Blood (2005) – автор Тод Маккафри
19. Dragon's Fire (2006) – с Тод Маккафри
20. Dragon Harper (2007) – с Тод Маккафри
21. Dragonheart (2008) – автор Тод Маккафри
22. Dragongirl (2010) – автор Тод Маккафри
23. Dragon's Time (2011) – с Тод Маккафри
24. Sky Dragons (2011) – с Тод Маккафри
25. Dragon's Code (2018) – автор Джиджи Маккафри
- част 1, 2 и 5 съставляват оригиналната трилогия „Драконовите ездачи на Пърн“ (The Dragonriders of Pern), а част 3, 4 и 6 – трилогията „Залата на арфистите на Пърн“ (Harper Hall of Pern)

Към серията се отнасят и следните художествени произведения:
- The Smallest Dragonboy (1973) – разказ, в антологията Science Fiction Tales (съст. Роджър Елууд) и в сборника „Get Off the Unicorn“ (1977)
- The Atlas of Pern (1984) – справочник, автор Карън Уин Фонстад
- Dragonharper (1987) – книга-игра, автор Джоди Лин Най
- Dragonfire (1988) – книга-игра, автор Джоди Лин Най
- The People of Pern (1988) – справочник, с Робин Ууд
- A Guide to Pern (1988) – кратко худ. произведение, в The People of Pern
- The Dragonlover's Guide to Pern (1989) – справочник, с Джоди Лин Най
- The Impression (1989) – разказ, с Джоди Лин Най, в The Dragonlover's Guide to Pern
- Runner of Pern (1998) – повест, в антология Legends
Куриерката от Перн, в антология „Легенди“ (съст. Робърт Силвърбърг), изд. „Бард“ (2000), прев. Крум Бъчваров, ISBN 954-585-111-2
- A Gift of Dragons: Illustrated Stories (2002) – сборник с разкази
- Ever the Twain (2002) – новела, в сборника A Gift of Dragons
- Beyond Between (2003) – разказ, в антология Legends II (съст. Робърт Силвърбърг)

Романите от серията се включват в следните компилации:
- The Dragonriders of Pern (1968) – части 1, 2 и 5
- The Harper Hall of Pern (1976) – части 3, 4 и 6
- The Dragonriders of Pern (boxed set) (1991) – части 1, 2, 5 и 7
- On Dragonwings (2003) – части 9 и 14
- Moreta's Ride (2005) – части 7 и 8
- Dragonriders' Dawn (2006) – части 9 и 12

В Света на Пърн влизат и следните документални произведения:
- Dragondex (1971) – справочник, в Dragonquest (1980)
„Драконов показалец“, в „Походът на Дракона“, изд. „Абагар Холдинг“ (1995), прев. Десислава Владимирова
- Foreword (1976) – въведение към Dragonsong
- On Pernography (1978) – есе, в сп. Algol (бр. 33, зима 1978 – 1979)
- Introduction (1987) – въведение към Dragonharper (автор: Джоди Лин Най)
- The Dragon Series (1980), в антология The Great Science Fiction Series (съст. Мартин Х. Грийнбърг, Джоузеф Д. Оландер и Фредерик Пол)
- Introduction (1983) към „Dragonflight“
Въведение, в „Полетът на дракона“ изд. „Абагар Холдинг“ (1994), прев. Григор Гачев
- Author's Note (1983) – бел. на автора, в Moreta: Dragonlady of Pern
- Anne McCaffrey: Dragonwriter of Pern (1984) – с екипа на списанието, в сп. The Leading Edge (есен 1985 г.)
- Welcome to Pern (1984), в „he Atlas of Pern (автор: Карън Уин Фонстад)
- Introduction (1988) – въведение към Dragonfire (автор: Джоди Лин Най)
- Introduction to Pern (1988) – въведение, в People of Pern
- Dragonrider: Authors' Foreword (1989) – въведение, в антология The Best of the Nebulas (съст. Бен Бова)
- Acknowledgments (2001) и The Physics of Pern, в The Skies of Pern
- Introduction (2005) – въведение към Dragonsblood
- Letter to Readers (2011) – писмо до читателите, в Dragon's Time
- Prologue (2017) – пролог към The White Dragon

### Кристалната вселена (Crystal Universe)

#### Кристална певица – Континуум (Crystal Singer – Continuum Serial)
4 новели, публикувани в антологията Continuum 1, 2, 3 и 4 (съст. Роджър Елууд), послужили за основа на „Кристална певица“ – първият роман от едноименната поредицата.
1. Prelude to a Crystal Song (1974)
2. Killashandra – Crystal Singer (1974)
3. Milekey Mountain (1974)
4. Killashandra – Coda and Finale (1975)

#### Кристална певица (Crystal Singer)
Поредица от 3 научнофантастични романа, насочени към по-млади читатели, чиято героиня е Килашандра Рий – провалилата се като оперна солистка млада жена, превръщаща се в „кристална певица“ на измислената планета Балибъран. Под постоянно ограничение за пътуване поради биологична опасност Балибъран е дом на една доста богата, но и тайнствена организация – Хептайтската гилдия. Източник на безценни кристали, жизненоважни за различни индустрии, Хептайтската гилдия изисква перфектна височина на слуха и гласа от всички кандидати, особено от онези, които желаят да добиват кристали чрез пеене.
1. Crystal Singer (1982)
2. Killashandra (1985)
3. Crystal Line (1992)

Тук влизат и повестите
- The Coelura (1983)
- Nimisha's Ship (1998)

Трите романа от поредицата са издадени в компилацията
- The Crystal Singer Trilogy (1996)

Тук влиза и следната бележка на авторката:
- Author's Note (1982), в Crystal Singer

### Пеещите кораби / Умните кораби (The Ship Who Sang / Brainships)
Серия от научнофантастични романи, чието начало поставя The Ship Who Sang през 1969 г. Негов главен герой е киборгът Хелва – смесица от човешко същество и космически кораб („кораб с мозък“). През 90-те год. Маккафри публикува още 4 романа от поредицата в сътрудничество с четирима писатели, а двама от тях публикуват още 2 романа от нея. Всички те имат различни киборг герои.
1. The Ship Who Sang (1969)
2. PartnerShip (1992) – с Маргарет Бол
3. The Ship Who Searched (1992) – с Мерседес Лаки
4. The City Who Fought (1993) – със С. М. Стърлинг
5. The Ship Who Won (1994) – с Джоди Лин Най
6. The Ship Errant (1996) – автор Джоди Лин Най
7. The Ship Avenged (1997) – автор С. М. Стърлинг

Към серията се отнасят и следните художествени произведения:
- The Ship Who Sang (1961) – новела, в сп. The Magazine of Fantasy and Science Fiction (април)
- The Ship Who Mourned (1966) – новела, в сп. Analog Science Fiction/Science Fact (март)
- The Ship Who Killed (1966) – новела, в сп. Galaxy Magazine (октомври)
- The Partnered Ship (1969) – разказ, в сп. Fiction (бр. 273)
- The Ship Who Disappeared (1969) – новела, в сп. If (март)
- Dramatic Mission (1969) – повест, в сп. Analog Science Fiction/Science Fact (юни)
- Honeymoon (1977) – новела, в сборника Get Off the Unicorn
- The Ship That Returned (1999) – новела, в антология Far Horizons: All New Tales from the Greatest Worlds of Science Fiction (съст. Робърт Силвърбърг)

Тук влиза и
- The Helva Series (1980) – есе, в антологията The Great Science Fiction Series (съст. Мартин Х. Грийнбърг, Джоузеф Оландер и Фредерик Пол)

Компилации към серията:
- Partnership / The Ship Who Searched / The City Who Fought (1994) – компилация от част 2, 3 и 4, с Маргарет Бол, Мерседес Лаки и С. М. Стърлинг
- Brain Ships (2003) – компилация от част 1 и 2, с Маргарет Бол и Мерседес Лаки
- The Ship Who Saved the Worlds (2003) – компилация от част 5 и 6, с Джоди Лин Най
- The City and The Ship (2004) – компилация от част 4 и 7, със С. М. Стърлинг

### Вселената на талантите (Talents Universe)
Вселената на талантите включва общество, изградено върху талантите на телепатични, телекинетични индивиди, които стават неразделна част от свързаността на междузвездното общество.

#### Талантът (The Talent)
1. To Ride Pegasus (1973) – сборник с повести, съдържащ:
- To Ride Pegasus (1973)
- A Womanly Talent (1969), в сп. Analog Science Fiction/Science Fact (февруари)
- A Bridle for Pegasus (1973), пак там (юли)
- Apple (1969) – новела, в антология Crime Prevention in the 30th Century (съст. Ханс Стефан Сантесон) и в сборника Get Off the Unicorn (1977)

2. Pegasus in Flight (1990) – роман
3. Pegasus in Space (2000) – роман
Първите 2 части от поредицата са издадени в сборника
- The Wings of Pegasus (1991)

#### Кулата и кошерът (The Tower and the Hive)
Включва следните 5 научнофантастични романа:
1. The Rowan (1990)
2. Damia (1991)
3. Damia's Children (1993)
4. Lyon's Pride (1994)
5. The Tower and the Hive (1999)

- The Lady in the Tower (1959) – новела, в сп. The Magazine of Fantasy and Science Fiction (април) и в сборника Get Off the Unicorn“ (1977)
- A Meeting of Minds (1969) – новела, пак там (януари) и в същия сборник

### Вселената на Акорна (Acorna Universe)
Обхваща десет романа от жанра „научно фентъзи“, първите два написани в сътрудничество с Маргарет Бол, а следващите – с Елизабет Ан Скарбъроу. Главната действаща героиня е осиротялото момиче – еднорог Акорна, притежаваща специални умения, като тези да лекува, да кара нещата да растат, да открива отровите, химичните дисбаланси, залежите на минерали и метали, да пречиства водата и въздуха, и да комуникира телепатично.

#### Акорна (Acorna)
1. Acorna: the Unicorn Girl (1997)
2. Acorna's Quest (1998)
3. Acorna's People (1999)
4. Acorna's World (2000)
5. Acorna's Search (2001)
6. Acorna's Rebels (2003)
7. Acorna's Triumph (2004)

#### Децата на Акорна (Acorna's Children)
3 научнофантастични романа, написани в сътрудничество с Елизабет Ан Скарбъроу.
1. First Warning: Acorna's Children (2005)
2. Second Wave: Acorna's Children (2006)
3. Third Watch: Acorna's Children (2007)

В света на Акорна се включва и илюстрованото издание Anne McCaffrey's The Unicorn Girl: The Illustrated Adventures (1997), в което влизат разказите на Джоди Лин Най и Роман А. Раниери, и повестта на Мики Закър Райхърт Trouble in Kezdet.
Нехудожествени произведения, свързани със серията:
- Preface to Acorna's Quest (1998) – увод, с Маргарет Бол, в Acorna's Quest

### Планетата Ирета (Ireta)

#### Динозавърска планета (Dinosaur Planet)
2 научнофантастични романа за измислената планетата Ирета, посетена от екип, който желае да проучи нейното минерално богатство. Открити са няколко аномалии, включително доста големи животни, които приличат на праисторически същества от историята на Земята. Преди това да бъде обяснено обаче, възстават местните „мускулни хора“, придобили вкус към плът и кръв.
1. Dinosaur Planet (1978)
2. Dinosaur Planet Survivors (1984)

- The Ireta Adventure (1985) – компилация (част 1 – 2)

#### Планетарни пирати (Planet Pirates)
3 научнофантастични романа, в които оцелелите на Ирета и оцелелите от космическите пиратски атаки обединяват сили.
1. Sassinak (1990) – с Елизабет Мун
2. The Death of Sleep (1990) – с Джоди Лин Най
3. Generation Warriors (1991) – с Елизабет Мун

- The Planet Pirates (1993) – компилация от части 1-3 –)

### Дюна (Doona)
3 научнофантастични романа за две цивилизации, които случайно, при почти идентични обстоятелства – свръхлетаргично население и трагична история с извънземни, се опитват да колонизират една и съща планета. Това което те не знаят е, че хората, които са погрешно идентифицирали като номадски туземци, всъщност са по-напреднали в техническо отношение от самите тях.
1. Decision at Doona (1969)
2. Crisis on Doona (1992) – с Джоди Лин Най
3. Treaty Planet (1994), изд. и като Treaty ad Donna (1994) – с Джоди Лин Най

- Doona (2004) – компилация (част 2 и 3)

### Катени / Свобода (Catteni / Freedom)
Обхваща 4 научнофантастични романа, в които хората са роби на извънземните хуманоиди Катени. В тях се преплита и историята за връзката между Кристин Бьорнсен, бивша робиня, и Зeйнал, ренегат от Катени.
1. Freedom's Landing (1995)
2. Freedom's Choice (1997)
3. Freedom's Challenge (1998)
4. Freedom's Ransom (2002)

- The Thorns of Barevi (1970) – разказ, предистория, в антологията The Disappearing Future: A Symposium of Speculation (съст. Джордж Хей) и в сборника Get Off the Unicorn (1977)

Първите три романа за издадени в компилацията
- The Book of Freedoms (2002)

### Вселената на Петейби (Petaybee Universe)
Серия от научнофантастични романи за млади възрастни, написана в сътрудничество с Елизабет Ан Скарбъроу.

#### Петейби: сили (Petaybee: Powers)
Поредицата е центрирана върху образа на майор Янаба (Яна) Мадок – войник с увреждания, изпратен на ледниковата планета Петейби като шпионин. Петейби се оказва пробуждаща се планета и целта на Яна става защитата ѝ от корпоративна експлоатация.
1. Powers That Be (1993)
2. Power Lines (1994)
3. Power Play (1992)

#### Близнаците на Петейби (The Twins of Petaybee)
Започва там, където свършва романът Power Play и разказва историята на децата – близнаци на майор Яна Мадок и съпругата му Шон Шонгили – генетик селки.
1. Changelings (2006)
2. Maelstrom (2006)
3. Deluge (2008)

### Сказания за котките Барк (Tales of the Barque Cats)
2 научнофантастични романа за деца и младежи, написани в сътрудничество с Елизабет Ан Скарбъроу. Доста време след широкото галактическо заселване екипажите на космическите кораби се състоят от хора и котки. Котките Барк контролират вредителите, откриват течове на газ и изпълняват други задачи в твърде малки за хората пространства. Те имат необичайна телепатична връзка с техните господари, а обучените котки и техните котенца с родословие са изключително ценни.
1. Catalyst (2009)
2. Catacombs (2010)

### Серии от разкази

#### Нора Фен (Nora Fenn)
1. Daughter (1971), в антологията The Many Worlds of Science Fiction (съст. Бен Бова) и в сборника Get Off the Unicorn (1977)
2. Dull Drums (1973), в антологията Future Quest (съст. Роджър Елууд) и в сборника Get Off the Unicorn (1977)

#### Флотата (The Fleet) – междуавторски проект
1. Duty Calls (1988), в антологията The Fleet (съст. Дейвид Дрейк и Бил Фосет)
2. A Sleeping Humpty Dumpty Beauty (1990), в антологията Sworn Allies (съст. Дейвид Дрейк и Бил Фосет)
3. Mandalay (1990), в антологията Total War (съст. Дейвид Дрейк и Бил Фосет) и със заглавие The Mandalay Cure (1994) в сборника The Girl Who Heard Dragons (1994)

#### Портата на времето (Time Gate) – меджуавторски проект
- Pedigreed Stallion (1990) – новела, в антология Time Gate. Vol. 2: Dangerous Interfaces (съст. Робърт Силвърбърг)

## Самостоятелни художествени произведения

### Романи, повести, сборници
- Restoree (1967) – научнофантастичен роман; първи публикуван роман на писателката
- Ring of Fear (1971) – любовен роман
- The Mark of Merlin (1971) – любовен роман
- Cooking Out of This World (1973) – сборник с рецепти
- The Kilternan Legacy (1975) – любовен роман
- The Greatest Love (1977) – повест, в антологията Futurelove: A Science Fiction Triad (съст. Роджър Елууд)
- Stitch in Snow (1984) – любовен роман
- The Year of the Lucy (1986) – любовен роман
- Habit Is an Old Horse (1986) – 2 разказа (Habit is an Old Horse и Fallen Angel)
- The Lady (1987), изд. и като Carradyne Touch – любовен роман
- Black Horses for the King (1996) – исторически роман за крал Артур
- No One Noticed the Cat (1996) – фентъзи повест за деца
- Serve It Forth: Cooking with Anne McCaffre (1996) – книга с готварски рецепти, с Джон Грегъри Бетънкорт
- A Diversity of Dragons (1997) – роман за историята и легендите за драконите, с Ричард Уудс
- If Wishes Were Horses (1998) – фентъзи повест за близнаците Тизра и Трасел
- The Worlds of Anne McCaffrey (1981) – компилация от Restoree, Decision at Doona, and The Ship Who Sang
- Three Women (1990), изд. и като Three Gothic Novels (1991) – компилация от The Ring of Fear, The Mark of Merlin и The Kilternan Legacy

### Сборници
- Get Off the Unicorn (1977) – сборник с разкази и новели
- Nerilka's Story & The Coelura (1987) – 2 фентъзи повести

### Новели и разкази
- Freedom of the Race (1953), в сп. Science-Fiction Plus (октомври)
- Weather on Welladay (1969) – новела, в сп. Galaxy Magazine (март) и в сборника Get Off the Unicorn (1977)
- The Great Canine Chorus (1970), в антологията Infinity One (съст. Робърт Хоскинс) и в сборника Get Off the Unicorn (1977)
- Sittik (1970), в сп. Galaxy Magazine (юли)
- Rabble-Dowser (1973), в антологията Omega (съст. Роджър Елууд)
- A Proper Santa Claus (1973), в антологията Demon Kind (съст. Роджър Елууд) и в сборника Get Off the Unicorn (1977)
- Finders Keepers (1973), в сп. The Haunt of Horror (август) и в сборника Get Off the Unicorn (1977)
„Да намериш, да загубиш“, в сп. „Космос“ (бр. 5/1983), прев. Мария Георгиева
- The Rescued Girls of Refugee (1973), в антологията Ten Tomorrows (съст. Роджър Елууд)
- Velvet Fields (1973), в сп. Worlds of If (ноем.-дек.)
- Changeling (1977), в сборника Get Off the Unicorn
- Horse from a Different Sea (1977), пак там
- Lady in Waiting (1978), в антологията Cassandra Rising (съст. Алис Лорънс)
- Cinderella Switch (1981), в антологията Stellar #6: Science-Fiction Stories (съст. Джуди-Лин дел Рей)
- A Flock of Geese (1985), в антологията Moonsinger's Friends (съст. Сюзан Шварц)
- Fallen Angel (1986), в Habit Is an Old Horse
- Habit Is an Old Horse (1986), пак там
- If Madam Likes You... (1989), в антологията New Destinies (т. VIII / есен) (съст. Джим Бейн)
- A Quiet One (1991) – новела, в антологията 2041: Twelve Short Stories About the Future by Top Science Fiction Writers (съст. Джейн Йолен)
- The Quest of a Sensible Man (1991) – новела, в антологията Once Upon a Time: A Treasury of Modern Fairy Tales (съст. Лестър дел Рей, Райза Кеслър и др.)
- Zulei, Grace, Nimshi, and the Damnyankees (1992) – новела, в антологията World Fantasy Convention 1992 Program Book (съст. неизв.)
- The Bones Do Lie (1994), в сборника The Girl Who Heard Dragons
- Euterpe on a Fling (1994), пак там
- Zeus: The Howling (1995) – с Джорджан Кенеди, в антологията Great Writers & Kids Write Spooky Stories (съст. Мартин Х. Грийнберг, Джил М. Морган и Робърт Уайнбърг)
- An Exchange of Gifts (1995) – новела
- Black Horses for a King (1995) – новела, в антологията Camelot (съст. Джейн Йолен)
- The N Auntie (1996), в антологията David Copperfield's Beyond Imagination (съст. Дейвид Копърфилд, Джанет Бърлинър)
- The Orange Cat (1996), в сп. Albedo One (бр. 10)
- The Golden Years (1996), в антологията Don't Forget Your Spacesuit, Dear (съст. Джоди Лин Най)
- Bird in the Hand (1996), в антологията Space Opera (съст. Ан Маккафри и Елизабет Ан Скарбъроу)
- Bound by Hood and Nail (1999) – с Джорджан Кенеди, в антологията Mothers and Daughters (съст. Джил Морган)

## Документалистика
- Letter (1969) – писмо, в сп. If (септември)
- Foreword (1970) – въведение към антологията Alchemy and Academe
- Letter (1970) – писмо, в сп. Locus (бр. 46)
- Galaxy Stars (1970), в сп. Galaxy Magazine (юли)
- Special Feature: Discussion Panel of SF Writers (1972) – с Марк Адлърд, Джеймс Блиш, Джон Брунър, Кенет Балмър, Дейвид Герълд и Кристофър Прийст, в сп. Macrocosm (Великден)
- Рецепти в Cooking Out of This World (1992): Beignets; Butterscotch Brownies; Carrots Kissimme; Cold Apple Soup; Elsie Lee's Carrot Soup; Fried Rice; Irish (?) Potato Pancackes; Irish Clear Lamb Stew; Tuna Delight; Veal tarragon; Zuccini Zuperb
- Looking Back on SFWA (1973), в Torcon 2 Programme Book
- Hitch Your Dragon to a Star: Romance and Glamour in Science Fiction (1974) – есе, в антологията Science Fiction, Today and Tomorrow: A Discursive Symposium
- Introduction (1977) – въведение към сборника Get Off the Unicorn
- Letter (1978) – писмо, в сп. Locus (бр. 212)
- Romantic Fantasy (1979) – есе, в Wonderworks: Science Fiction and Fantasy Art (съст. Франк Кели Фрийз, Поли Фрийз и Майкъл Уилан)
- Letter (1980) – писмо, в сп. Dragonfields (бр. 3, зима)
- 254 Words (1980), в сп. 1985 (пролет-лято)
- Randall Garrett (1982), в The Best of Randall Garrett (автор: Рендал Гарет)
- Letter (1985) – писмо, в сп. Locus (бр. 288)
- Letter (1985) – писмо, пак там (бр. 295)
- A Thousand or So Words of Wisdom (1986) – есе, в антологията L. Ron Hubbard Presents Writers of the Future, Volume II
- Afterword (1986) – послепис към The Book of Dragons (автор: Е. Несбит)
- Letter (1986) – писмо, в сп. Locus (бр. 306)
- Hugh (Mac) McCaffrey (1987), пак там (бр. 317)
- Introduction (1987) – въведение, в Tea with the Black Dragon (автор: Р. А. Макавой)
- Big Friend of the World – Rudyard (1989), в антологията Heads to the Storm
- My Favorite Story (1990) – есе, в сп. The New York Review of Science Fiction (ноем. 1990)
- Introduction (1991) – въведение към The People Collection (автор: Зена Хендерсън)
- Letter (1991) – писмо, в сп. Locus (бр. 370)
- Isaac Asimov Appreciation (1992), пак там (бр. 376)
- Afterword (1992) – послепис към Anne Inez McCaffrey, 40 Years of Publishing: An International Bibliography (автор: Матю Д. Харгрийвз)
- Letter (1993) – писмо, в сп. Locus (бр. 387)
- Letter (1993) – писмо, пак там (бр. 392)
- So, You're Anne McCaffrey (1994), в The Girl Who Heard Dragons
- Letter (1994) – писмо, в сп. Locus (бр. 407)
- A Dragon's Hoard: Toast Master and Mistress Peter Morwood and Diane Duane (1995), в Intersection Programme Book (автори: Йохан-Мартийн Флатон и Кеес ван Тоорн)
- Colcannon и Serve It Forth! (1996), в сборника Serve It Forth: Cooking with Anne McCaffrey (съст. Ан Маккафри и Джон Грегъри Бетънкорт)
- A Note from the Author (1996) – бел. на авт. и Afterword (1996) – послепис, в Black Horses for the King
- Letter (1996) – писмо, в сп. Locus (бр. 423)
- Introduction (1996) – въведение, с Елизабет Ан Скарбъроу, в антологията Space Opera
- May the Aura Be with You (1997), в антологията Destination Unknown
- Unto the Third Generation (1997), в антологията Dancing with the Dark
- Sam Moskowitz: An Appreciation (1997), в сп. Locus (бр. 437)
- Anne McCaffrey (1998), в Waterstone's Guide to Science Fiction, Fantasy & Horror (съст. Стив Андрюс, Ариел и Пол Уейк)
- Letters (1998) – писма, в сп. Altair (бр. 1, февр.)
- Valuable Advice (1998), в антологията L. Ron Hubbard Presents Writers of the Future, Volume XIV
- Afterword (1999) – послепис към романа Freedom's Challenge
- Letter (1999) – писмо, в сп. Analog (ноември)
- Introduction (1999) – въведение и Dear Readers (1999), в Dragonholder: The Life and Dreams (So Far) of Anne McCaffrey (автор: Тод Маккафри)
- An Introduction to Partners in Necessity (2000) – въведение към Partners in Necessity (автори: Шерън Лий и Стив Милър)
- Introduction to Local Custom (2001) – въведение към Pilots Choice (автори: Шерън Ли и Стив Милър)
- A Diversity of Dragons (2001), в Myth & Magic: The Art of John Howe (автор: Джон Хау)
- Locus Celebrates Issue 500 (2002) – доклад, в ConJosé: The 60th World Science Fiction Convention“ (съст. Боб и Бренда Дейвърин)
- Letter (2002) – писмо, в сп. Locus (бр. 500)
- Introduction to Freedom of the Race (2003) – въведение към антологията Wondrous Beginnings
- Introduction (2004) – въведение към Peter Pan (автор: Джеймс Матю Бари)
- Jane Yolen: An Introduction (2005) – въведение, в Once Upon a Time (She Said) (автор: Джейн Йолен)
- Introduction (2007) – въведение, в Moon Flights (автор: Елизабет Мун)
- As the Twig Is Bent (2010), в сп. The New York Review of Science Fiction (май 2010)
- Introduction (2011) – въведение, в Shannach – The Last: Farewell to Mars (автор: Лей Бракет)

## Графични произведения
- The Crystal Singer (1976) – история, в бр. 3 на поредицата Starstream, изд. Western Publishing Company, адаптация Дан Уайс. Издадена и в Questar (1979) на същото издателство
- Серия Dragonflight (1991): графичен роман в 3 броя на изд. Eclipse Books, адаптация Брин Стивънс
- Nimisha's Ship (1998) – история, в бр. 4 на Frank Frazetta Fantasy Illustrated, изд. Quantum Cad Entertainment

## Книги на английски за Ан Маккафри и нейното творчество
- Benson Jr., Gordon. Anne McCaffrey: Dragonlady & More: A Working Bibliography (1990)
- Brizzi, Mary T. Anne McCaffrey (1985)
- Hargreaves, Mathew T. Anne Inez McCaffrey 40 Years of Publishing An International Bibliography (1992)
- McCaffrey, Todd. Dragonholder: The Life and Dreams (So Far) of Anne Mccaffrey (1999)
- Nye, Jody Lynn. Dragonlover's Guide to Pern (1989)
- Roberts, Robin. Anne McCaffrey: A Critical Companion (1996)
- Simon, Holly. The Unauthorized Guide to Anne McCaffrey's Pern (2011)
- Trachtenberg, Martha T. Anne McCaffrey: Science Fiction Storyteller (2001)
- van der Boom, Hans (ed.). 40 Years of Pern: A Liber Fanorum for Author Anne McCaffrey (2007) – ел. книга

## Филми за Ан Маккафри и нейното творчество
- Еп. 4 на сериала Time Out of Mind, излъчен по британската телевизия Би Би Си 2 през 1979.[1]